# Épater le bourgeois

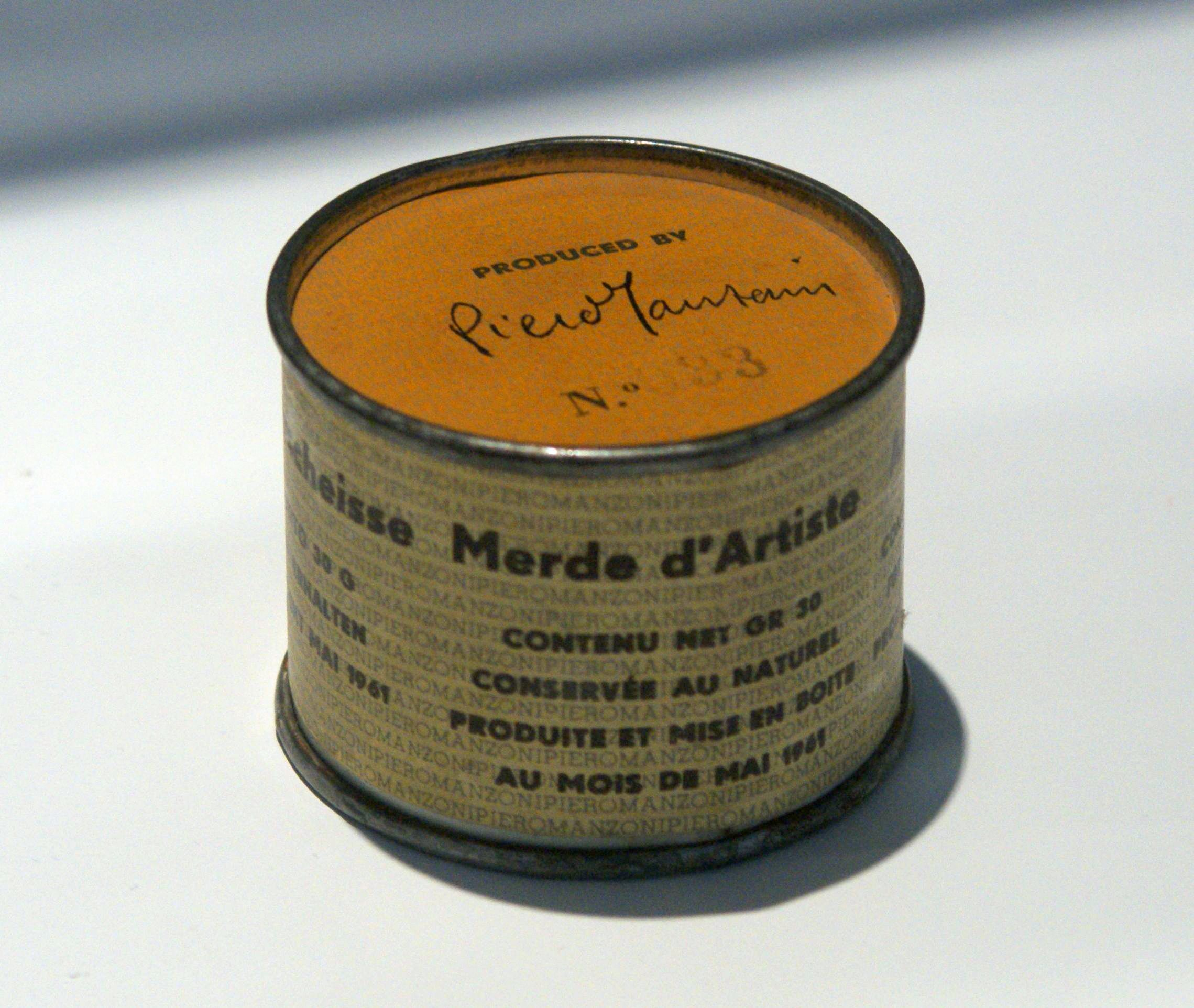
Merda D'artista (1961), creación de Piero Manzoni que mediante el épater le bourgeois denuncia la mercantilización capitalista del arte

Épater le bourgeois o Épater les bourgeois (en español: dejar al burgués patidifuso o atónito) es una frase francesa que se convirtió en un grito de guerra de los poetas decadentes y simbolistas franceses de finales del siglo XIX como Baudelaire y Rimbaud.
Estos poetas, fascinados como estaban con el hachís, el opio y el ajenjo aparecen en la novela de Joris-Karl Huysmans À rebours (A contrapelo), publicada en 1884. Trata sobre un dandi sexualmente perverso que, desilusionado con la vida mundana, se recluye en su casa para disfrutar de su colección de piezas artísticas y estéticas favoritas, lejos de la sociedad burguesa que desprecia.
Los estetas de Inglaterra, como Oscar Wilde, compartieron estas mismas fascinaciones. Esta celebración de la "insalubre" y "antinatural" devoción a la vida, el arte, y el exceso ha sido un tema constante en la cultura.
Esta postura de ofender el "buen gusto" burgués, asumida por Alfred Jarry y su Patafísica, fue posteriormente asimilada como una forma de liberación y crítica por parte de los movimientos estéticos de vanguardia, en particular por el dadaísmo y el surrealismo que lo sucedió, y luego por otras estéticas y movimientos críticos como el situacionismo, que derivó en técnicas como el happening, el flashmob y el détournement.